# Evànguelos Meimarakis
Evànguelos-Vasileios Meimarakis (en grec: Ευάγγελος-Βασίλειος Μεϊμαράκης) (Atenes, Grècia, 14 de desembre de 1953), també conegut com a Vangelis Meimarakis, és un advocat i polític grec. Va ser el líder del partit grec Nova Democràcia i el líder de l'oposició de Grècia entre juliol i novembre de 2015.

## Carrera política
Meimarakis començà la seva militància a Nova Democràcia l'any 1974 essent un dels membres fundadors de les joventuts del partit, anomenades ONNED, d'on va ser president entre 1984 i 1987. Fou escollit membre del comitè central de Nova Democràcia l'any 1986, durant la segona conferència nacional del partit. L'any 2006, el primer ministre Kostas Karamanlís el nomenà ministre de Defensa Nacional de Grècia, càrrec que ocupà fins al 2009. També fou president del Parlament Hel·lènic de 2012 a 2014.
El 5 de juliol de 2015, Andonis Samaràs el nomenà líder provisional del partit després que Samaràs anunciés la seva dimissió. Degut a l'avançament electoral, fou el candidat a primer ministre a les eleccions legislatives gregues del 20 de setembre de 2015. El seu càrrec en el partit expirarà la primavera de l'any 2016, on s'escollirà el nou president del partit.